# وویچیخ کلاتا
وویچیخ کلاتا (لهستانی: Wojciech Klata؛ ‏ [ˈvɔi̯t͡ɕɛx]؛ زادهٔ ۲۷ ژانویهٔ ۱۹۷۶) بازیگر اهل لهستان است.
از فیلم‌ها یا برنامه‌های تلویزیونی که وی در آن نقش داشته‌است، می‌توان به اسکادران، ۳۰۰ مایل تا بهشت، پسرها گریه نمی‌کنند، کورچاک، فهرست شیندلر، انگشتری با نشان عقاب تاج‌دار و ده فرمان ۱ اشاره کرد.